# Амаре Стадемайр
Амаре Сарсар Стадемайр (англ. Amar'e Carsares Stoudemire; нар. 16 листопада 1982, Лейк Вейлс, Флорида, США) — американський професіональний баскетболіст, центровий і важкий форвард, що виступав за кілька команд НБА. Гравець національної збірної США.
Був задрафтований прямо зі школи. Протягом спортивної кар'єри його часто супроводжували проблеми з коліном, однак це не завадило йому виграти нагороду Новачка року НБА 2003 року, бути шестиразовим учасником матчів усіх зірок та виграти бронзову медаль Афін 2004.

## Ігрова кар'єра

### Ранні роки
Почав грати у баскетбол, коли йому було 14 років, а на момент закінчення школи вважався найперспективнішим баскетболістом США свого віку. Спочатку планував поступати до Мемфіського університету, однак в останній момент передумав та виставив свою кандидатуру на драфт.

### Фінікс Санз

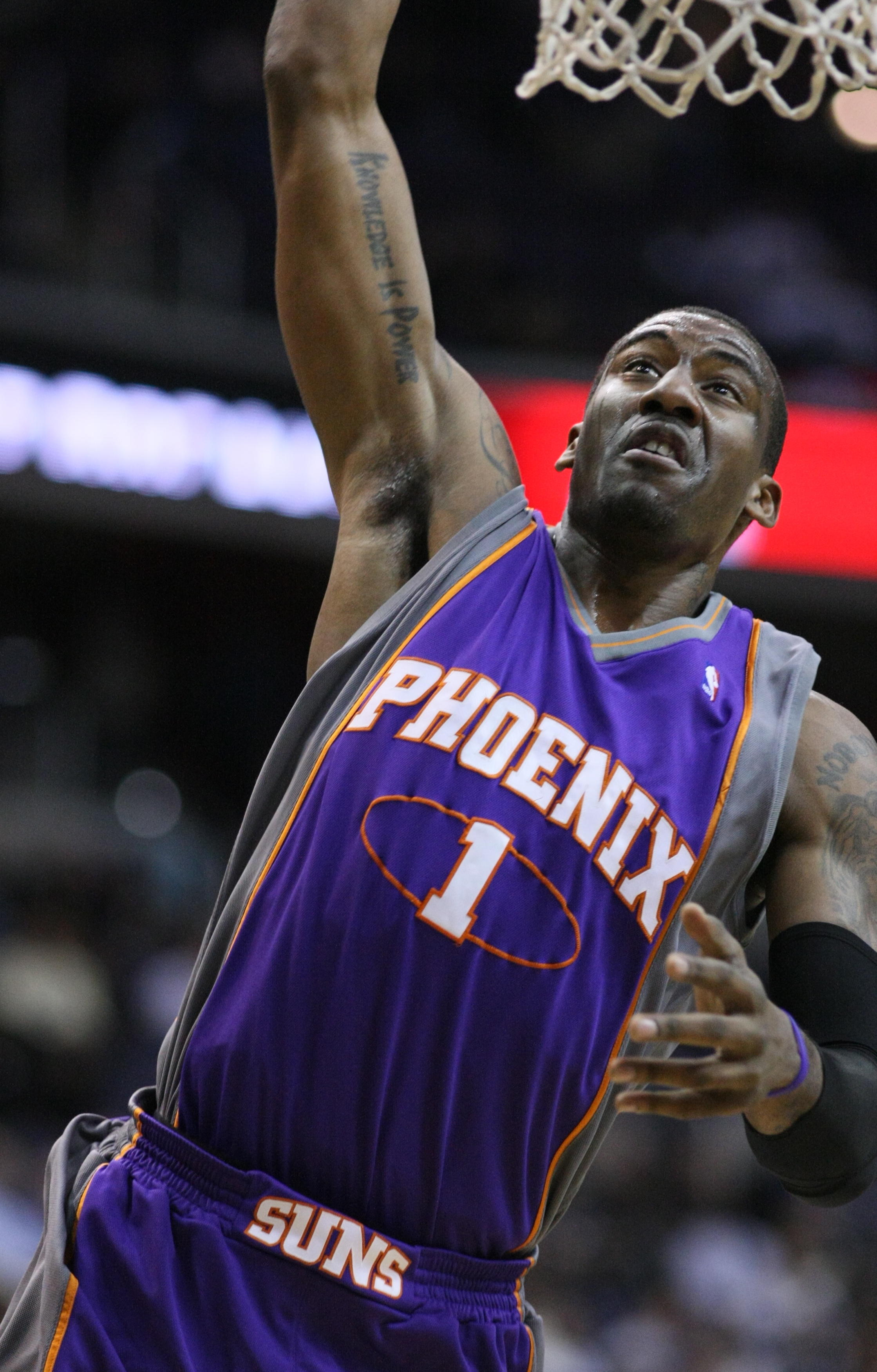
Стадемайр виконує слем-данк

2002 року був обраний у першому раунді драфту НБА під загальним 9-м номером командою «Фінікс Санз». Він став єдиним гравцем того драфту, якого було обрано у першому раунді зі школи. Професійну кар'єру розпочав 2002 року виступами за тих же «Фінікс Санз», захищав кольори команди з Фінікса протягом наступних 8 сезонів.
У своєму дебютному сезоні набирав 13,5 очок та 8,8 підбирань за матч. 30 грудня 2002 року в матчі проти «Міннесота Тімбервулвз» набрав 38 очок. Це стало найкращим показником для баскетболіста, якого задрафтували одразу після школи. Щоправда цей рекорд був побитий наступного року Леброном Джеймсом. Взимку взяв участь у матчі зіркових новачків, де набрав 18 очок. За підсумками сезону виграв нагороду Новачка року НБА, випередивши таких гравців як Яо Мін та Керон Батлер та ставши першим гравцем, вибраним зі школи, якому це вдавалося. Допоміг команді вийти у плей-оф, де «Фінікс» програв «Сан-Антоніо Сперс» у першому раунді.
Наступного сезону команда видала невдалий результат з балансом перемог-поразок 29–53, результатом чого був обмін розігруючого «Санс» Стефона Марбері до «Нью-Йорка».
У сезоні 2004—2005 «Фінікс» підписав контракт зі Стівом Нешом і команда видала баланс 62–20. Стадемайр протягом сезону набирав в середньому 26 очок за гру та встановив особистий рекорд результативності, набравши 50 очок у матчі проти «Портленд Трейл-Блейзерс» 2 січня 2005 року. Він також був обраний як гравець запасу на матч всіх зірок НБА. «Фінікс» на чолі зі Стадемайром та Нешом дійшла до фіналу Західної конференції, де поступилася «Сан-Антоніо» у серії з п'яти матчів.
Перед початком наступного сезону гравцю довелось зробити операцію на коліні, через що він пропустив майже весь сезон. У березні йому вдалось повернутись на майданчик, проте, зігравши три матчі, травма далась взнаки і він пропустив решту сезону.
Взимку 2007 року взяв участь у матчі всіх зірок НБА. Допоміг команді дійти до плей-оф, де «Фінікс» знову зустрівся з «Сан-Антоніо» та знову програв. За підсумками сезону був включений до Першої збірної всіх зірок НБА.
У сезоні 2007—2008 був лідером «Фінікса» за набраними очками (25,2) та підбираннями (9,1), взяв участь у матчі всіх зірок НБА та був включений до другої збірної всіх зірок НБА. Команда вийшла до плей-оф, де вкотре програла «Сан-Антоніо».
Наступного сезону знову взяв участь у матчі всіх зірок, зігравши зі стартових хвилин за команду Західної конференції. В другій половині сезону отримав травму ока, через що пропустив значну кількість матчів.
У сезоні 2009—2010 вчергове зіграв на матчі всіх зірок НБА. Протягом сезону набирав 23 очки за матч та допоміг «Фініксу» отримати баланс перемог 54–28. У плей-оф команда обіграла «Портленд» у першому раунді, а в другому — «Сан-Антоніо». У фіналі Західної конференції «Фінікс» зустрівся з діючим чемпіоном НБА «Лос-Анджелес Лейкерс» та поступився 2-4.

### Нью-Йорк Нікс

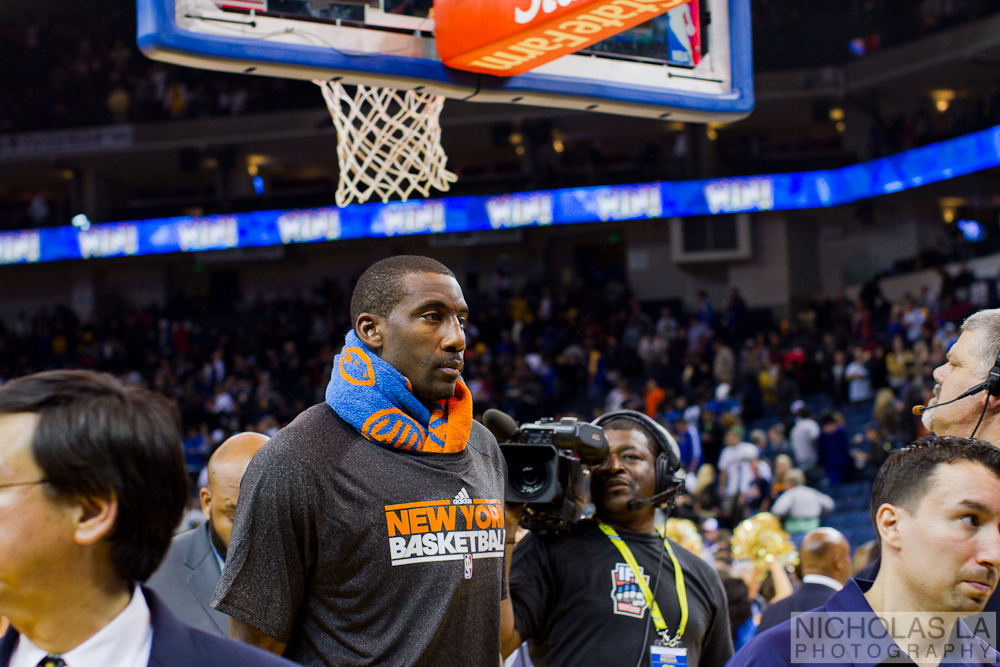
Стадемайр у складі «Нікс», 2011

З 2010 по 2015 рік грав у складі «Нью-Йорк Нікс». Взимку 2011 року зіграв у матчі всіх зірок вже у складі команди Східної конференції. Він став першим гравцем «Нікс» з часів Патріка Юінга, який опинився у старті на матч всіх зірок. 22 лютого 2011 року «Нью-Йорку» вдалось підписати двох зірок з «Денвера» — Кармело Ентоні та Чонсі Біллапса. Як результат — команда пробилася в плей-оф, вперше з 2004 року. Проте там в першому раунді вилетіла від «Бостона». Сам Стадемайр провів один з найкращих сезонів у кар'єрі, набираючи 25,3 очок та 9,1 підбирання за гру. Він також був включений до другої збірної всіх зірок НБА.
Перед початком сезону 2011—2012 «Нью-Йорк» придбав Тайсона Чендлера, проте втратив Біллапса. Через відсутність необхідного розігруючого та зайву вагу, яку Стадемайр набрав під час лок-ауту НБА, його результативність впала. Через це, він вперше з 2006 року пропустив зірковий вікенд. Взимку він працював по програмі схуднення і до березня скинув 4,5 кг, що одразу дозволило йому набирати 18 очок за матч у березні. Він допоміг команді пробитися у плей-оф, проте далі першого раунду «Нью-Йорк» не зміг пройти, програвши «Маямі Гіт».
На початку сезону 2012—2013 Стадемайр пропустив 30 матчів, лікуючи пошкоджене коліно. Повернувся на майданчик 1 січня у матчі проти «Портленд Трейл-Блейзерс» з рекомендацією лікарів у максимум 30 хвилин ігрового часу. 9 березня 2013 року знову почав лікування коліна, через що пропустив решту сезону.
Після попередніх двох сезонів, коли він відіграв 47 та 29 матчів відповідно, сезон 2013—2014 виявився успішнішим для Стадемайра, який відіграв 65 матчів. Почавши сезон на лавці для запасних, він відвоював місце у основному складі у березні 2014 року. Навесні він набирав 16,9 очок та 6,6 підбирань за матч, проте це не допомогло «Нікс» потрапити до плей-оф.
Наступного сезону продовжив кар'єру рольовика в «Нью-Йорку», а 16 лютого 2015 року був відрахований зі складу команди.

### Даллас Маверікс
Через два дні, 18 лютого підписав контракт з «Даллас Маверікс». Відігравши залишок сезону, покинув клуб.

### Маямі Гіт
Наступною командою в кар'єрі гравця була «Маямі Гіт», за яку він відіграв один сезон.

### Хапоель Єрусалим
2016 року став гравцем «Хапоель» (Єрусалим) з Ізраїлю, команди, співвласником якої він і був. Стадемайр допоміг «Хапоелю» виграти чемпіонат та кубок Ізраїлю; він також був обраний учасником матчу всіх зірок чемпіонату Ізраїлю.
1 вересня 2017 року офіційно завершив свою ігрову кар'єру.
У лютому 2018 року став гравцем команди «Tri State» з ліги баскетболу 3 на 3 BIG3.

## Тренерська діяльність
30 жовтня 2020 року був призначений асистентом з розвитку гравців клубу «Бруклін Нетс».

## Особисте життя
Одружений, разом з дружиною Алексіс Велч виховує чотирьох дітей.
2003 року заснував благодійну організацію «Each One, Teach One». Згодом взяв участь у шоу «Wheel of Fortune» та передав всі виграні кошти на рахунок організації Boys & Girls Clubs of America. У листопаді 2008 року отримав нагороду від НБА за активну участь у благодійній діяльності, а саме за «Each One, Teach One» та за допомогу в забезпеченні питною водою в Сьєрра-Леоне. Влітку 2008 року він навіть відвідував країну та мав особисту зустріч з її президентом Ернестом Бай Коромою. Стадемайр також є активістом руку «Люди за етичне ставлення до тварин».
6 лютого 2012 року в автомобільний аварії загинув рідний брат Стадемайра Гейзел.
Маючи єврейське походження по лінії матері, у квітні 2018 року почав процес переходу до Юдаїзму.

## Кіно та телебачення
2011 року знявся в епізодичних ролях в телесеріалах «Закон і порядок: Спеціальний корпус», «Антураж» та «Вулиця Сезам». Після цього була роль в одній серії телесеріалу «Колишні». Також знявся у телесеріалі каналу Fox «Проект Мінді». Ролі Стадемайра не обмежувались лише на телебаченні, так, він зіграв самого себе в епізодичній ролі у фільмі «СуперМакҐрубер», а також знявся у романтичній комедії «На Новий рік». Самого себе він ще зіграв у фільмі «Дівчина без комплексів».

## Підприємницька діяльність
2011 року Стадемайр запустив власний бренд одягу в мережі магазинів Macy's. Він також володіє студією звукозапису Hypocalypto, яка працює з молодими реперами з США.
У серпні 2011 року підписав контракт з виданням Scholastic Press на написання книг для дітей та юнацтва STAT: Standing Tall And Talented.
Влітку 2013 року став мажоритарним власником баскетбольного клубу «Хапоель» (Єрусалим).

## Статистика виступів в НБА

### Регулярний сезон
| Сезон              | Команда            | GP  | GS  | MPG  | FG%  | 3P%  | FT%  | RPG | APG | SPG | BPG | PPG  |
| ------------------ | ------------------ | --- | --- | ---- | ---- | ---- | ---- | --- | --- | --- | --- | ---- |
| 2002–03            | «Фінікс Санз»      | 82  | 71  | 31.3 | .472 | .200 | .661 | 8.8 | 1.0 | .8  | 1.1 | 13.5 |
| 2003–04            | «Фінікс Санз»      | 55  | 53  | 36.8 | .475 | .200 | .713 | 9.0 | 1.4 | 1.2 | 1.6 | 20.6 |
| 2004–05            | «Фінікс Санз»      | 80  | 80  | 36.1 | .559 | .188 | .733 | 8.9 | 1.6 | 1.0 | 1.6 | 26.0 |
| 2005–06            | «Фінікс Санз»      | 3   | 3   | 16.7 | .333 | .000 | .889 | 5.3 | .7  | .3  | 1.0 | 8.7  |
| 2006–07            | «Фінікс Санз»      | 82  | 78  | 32.8 | .575 | .000 | .781 | 9.6 | 1.0 | 1.0 | 1.3 | 20.4 |
| 2007–08            | «Фінікс Санз»      | 79  | 79  | 33.9 | .590 | .161 | .805 | 9.1 | 1.5 | .8  | 2.1 | 25.2 |
| 2008–09            | «Фінікс Санз»      | 53  | 53  | 36.8 | .539 | .429 | .835 | 8.1 | 2.0 | .9  | 1.1 | 21.4 |
| 2009–10            | «Фінікс Санз»      | 82  | 82  | 34.6 | .557 | .167 | .771 | 8.9 | 1.0 | .6  | 1.0 | 23.1 |
| 2010–11            | «Нью-Йорк Нікс»    | 78  | 78  | 36.8 | .502 | .435 | .792 | 8.2 | 2.6 | .9  | 1.9 | 25.3 |
| 2011–12            | «Нью-Йорк Нікс»    | 47  | 47  | 32.8 | .483 | .238 | .765 | 7.8 | 1.1 | .8  | 1.0 | 17.5 |
| 2012–13            | «Нью-Йорк Нікс»    | 29  | 0   | 23.5 | .577 | .000 | .808 | 5.0 | .4  | .3  | .7  | 14.2 |
| 2013–14            | «Нью-Йорк Нікс»    | 65  | 21  | 22.6 | .557 | .000 | .739 | 4.9 | .5  | .4  | .6  | 11.9 |
| 2014–15            | «Нью-Йорк Нікс»    | 36  | 14  | 24.0 | .543 | .000 | .740 | 6.8 | 1.0 | .6  | .9  | 12.0 |
| 2014–15            | «Даллас Маверікс»  | 23  | 1   | 16.5 | .581 | .000 | .678 | 3.7 | .3  | .4  | .2  | 10.8 |
| 2015–16            | «Маямі Гіт»        | 52  | 36  | 14.7 | .566 | .000 | .746 | 4.3 | .5  | .3  | .8  | 5.8  |
| Усього за кар'єру  | Усього за кар'єру  | 846 | 696 | 31.0 | .537 | .236 | .761 | 7.8 | 1.2 | .8  | 1.2 | 18.9 |
| В іграх усіх зірок | В іграх усіх зірок | 6   | 3   | 19.5 | .571 | .400 | .750 | 7.5 | 1.2 | .7  | .7  | 18.8 |

### Плей-оф
| Сезон             | Команда           | GP | GS | MPG  | FG%  | 3P%   | FT%   | RPG  | APG | SPG | BPG | PPG  |
| ----------------- | ----------------- | -- | -- | ---- | ---- | ----- | ----- | ---- | --- | --- | --- | ---- |
| 2003              | «Фінікс Санз»     | 6  | 6  | 33.8 | .523 | 1.000 | .571  | 7.8  | 1.2 | 1.7 | 1.5 | 14.2 |
| 2005              | «Фінікс Санз»     | 15 | 15 | 40.1 | .539 | .000  | .781  | 10.7 | 1.2 | .7  | 2.0 | 29.9 |
| 2007              | «Фінікс Санз»     | 10 | 10 | 34.3 | .523 | .333  | .769  | 12.1 | .6  | 1.3 | 1.9 | 25.3 |
| 2008              | «Фінікс Санз»     | 5  | 5  | 40.8 | .485 | .250  | .633  | 9.0  | .4  | 1.4 | 2.4 | 23.2 |
| 2010              | «Фінікс Санз»     | 16 | 16 | 36.5 | .519 | .000  | .754  | 6.6  | 1.1 | .7  | 1.5 | 22.2 |
| 2011              | «Нью-Йорк Нікс»   | 4  | 4  | 33.5 | .382 | .000  | .667  | 7.8  | 1.8 | .3  | .8  | 14.5 |
| 2012              | «Нью-Йорк Нікс»   | 4  | 4  | 36.5 | .556 | .000  | .750  | 6.5  | .8  | 1.3 | .3  | 15.3 |
| 2013              | «Нью-Йорк Нікс»   | 4  | 0  | 8.3  | .385 | 1.000 | 1.000 | 2.3  | .0  | .0  | .0  | 3.8  |
| 2015              | «Даллас Маверікс» | 5  | 0  | 15.0 | .429 | .000  | .692  | 3.2  | .6  | .2  | .6  | 7.8  |
| 2016              | «Маямі Гіт»       | 9  | 2  | 9.1  | .579 | .000  | 1.000 | 1.4  | .0  | .6  | .3  | 3.3  |
| Усього за кар'єру | Усього за кар'єру | 78 | 62 | 30.7 | .512 | .250  | .750  | 7.4  | .8  | .8  | 1.3 | 18.7 |